# باقرآباد (محلات)
باقرآباد یک روستا در ایران است که در دهستان باقرآباد در شهرستان محلات استان مرکزی واقع شده‌است. باقرآباد ۱٬۳۶۶ نفر جمعیت دارد.

## جمعیت
این روستا در بخش مرکزی شهرستان محلات قرار دارد و براساس سرشماری مرکز آمار ایران در سال ۱۳۸۵، جمعیت آن ۱۳۶۶ نفر (۳۸۶ خانوار) بوده‌است.